# 金河奎
金 河奎（キム・ハギュ、朝鮮語: 김하규、1936年 - 2006年）は、朝鮮民主主義人民共和国の軍人、政治家。朝鮮人民軍砲兵司令官、朝鮮労働党中央委員会委員などを歴任した。朝鮮人民軍における軍事称号（階級）は大将。

## 経歴
1936年に生まれた。出生地は不明。金哲柱砲兵軍官学校、金日成軍事総合大学を卒業。1986年に朝鮮人民軍中将に昇進し、同年11月に最高人民会議第8期代議員に選出された。1987年に朝鮮人民軍総参謀部副総参謀長に任命された。1991年10月に朝鮮人民軍砲兵司令官に転じ、同年12月24日に開催された朝鮮労働党中央委員会第6期第19回総会で党中央委員会委員に選出された。1992年に上将に昇進。
1994年7月8日に金日成主席が死去し国家葬儀委員会が組織されると、同委員会委員に選ばれた。1995年10月の朝鮮労働党創建50週年に際して、最高司令官命令に基づいて、人民軍大将に昇進した。金正日が国防委員長に就任した1998年には、金正日の公式活動に随行した回数が上位10位以内に入るなど、重用されるようになる。しかし、2003年に実施された最高人民会議第11期代議員選挙で代議員から脱落し、動静が途絶えるようになる。
2006年に持病のため死去。2016年5月6日から開かれた朝鮮労働党第7次大会で金正恩委員長が行った「開会の辞」で金河奎をはじめとする「抗日革命闘士と愛国烈士、忘れられないわが党の革命戦友と統一愛国人士」を追慕して黙祷することを提起すると述べた。